# Apodicarpum
- Commons
- Wikispecies

Apodicarpum é um género botânico pertencente à família Apiaceae.